# Bengt Lindqvist (konstnär)
Bengt Axel Lindqvist, född 26 november 1913 i Nässjö, död 18 april 1970, var en svensk målare.
Lindqvist studerade för Otte Sköld och Arvid Fougstedt 1943–1944 samt vid Grünewalds målarskola 1944–1946. Bland hans offentliga arbeten märks en 36 kvadratmeter stor altarmålning i Nässjö Missionskyrka, samt en större väggmålning i Nässjö Sparbanks lokaler.
Lindqvist var en välkänd person i Nässjö och var i unga år en framgångsrik backhoppare, samt en mångårig medlem i Nässjö idrottsförening. Bengt Lindqvist är begravd på Anneforskyrkogården i Nässjö.